# George Mallet
William George Mallet (Panamá, 24 de julio de 1923 - Castries, Santa Lucía, 20 de octubre de 2010) fue un destacado político en la isla de Santa Lucía, una pequeña nación ubicada en el mar Caribe.

## Biografía
Mallet ocupó el Ministerio de Comercio, Industria y Turismo en el primer gobierno de la isla después de conseguir su independencia en febrero de 1979. Posteriormente fue nombrado gobernador general por la reina Isabel II del Reino Unido, cargo que desempeñó desde el 1 de junio de 1996 al 17 de septiembre de 1997. En 1997 la reina Isabel II le concedió el título de Sir y la Gran Cruz de la Orden de San Miguel y San Jorge. La misma reina lo había distinguido con el título de Caballero de la Orden del Imperio Británico en 1989.
La esposa de Sir George Mallet, Lady Beryl Mallet, falleció el 27 de agosto de 2003. Le sobrevive su hija, Juliet.